# Heinz Kreidl
Heinz Kreidl (* 28. Juli 1945 in Kufstein) ist ein österreichischer Theater- und Opernregisseur und Intendant.

## Leben
Nach dem Abitur studierte er an der Universität Innsbruck 3 Semester Jura und 5 Semester Germanistik und Musikwissenschaft. Er war Mitbegründer eines Studententheaters, begann eine Schauspielausbildung und wurde 1967 als Schauspieler ans Tiroler Landestheater engagiert.
1969 zog er nach Wien, arbeitete als Rundfunksprecher beim ORF, studierte Regie am Wiener Max Reinhardseminar und war anschließend Regieassistent am Wiener Burgtheater, u. a. bei Jean-Louis Barrault, Giorgio Strehler, Konrad Swinarski, Gerhard Klingenberg und Claus Peymann.
Nach den ersten eigenen Inszenierungen in Wien zog er 1975 nach Deutschland mit vielen Stationen als freier Regisseur u. a. in Nürnberg, Karlsruhe, Mannheim, Wiesbaden, Frankfurt, Wuppertal,  Köln, Dortmund, Braunschweig, Berlin und Zürich, aber auch mit festen Engagements (z. B. als Oberspielleiter am Stadttheater Heidelberg, im Leitungsteam am Staatstheater Kassel oder als Hausregisseur am Theater Bonn).
Seit 1986 ist er auch vermehrt als Opernregisseur tätig, u. a. Kassel, Freiburg, Darmstadt, Augsburg, Bielefeld.
Von 1999 bis 2004 war er Schauspieldirektor am Staatstheater Darmstadt und von 2009 bis 2013 Intendant der Burgfestspiele Jagsthausen.
Heinz Kreidl war verheiratet mit der, 2019 verstorbenen, Übersetzerin Angelika Gundlach, hat einen Sohn aus erster Ehe und lebt seit kurzem in Berlin.

## Inszenierungen

### Schauspiel (Auswahl)
- Edward Bond, Hochzeit des Papstes, Theater der Courage, Wien, 1974
- Molière, George Dandin, Theater Landshut, 1975
- Ödön von Horvath, Glaube, Liebe, Hoffnung, Theater Landshut, 1976
- Botho Strauss, Bekannte Gesichter, gemischte Gefühle, Städt. Bühnen Heidelberg, 1978
- Wolfgang Deichsel, Frankenstein (UA), Schauspiel Frankfurt 1980
- August Strindberg, Todestanz, Staatstheater Kassel, 1981
- Henrik Ibsen, Die Wildente, Nationaltheater Mannheim, 1982
- Anton Cechov, Drei Schwestern, Staatstheater Kassel, 1983
- Schiller, Die Räuber, Staatstheater Braunschweig, 1985
- Jörg Läderach/Andres Müry, Der Tod eines Kellners (UA), Schauspiel Bonn, 1985
- Jörg Läderach/Andres Müry, Körper brennen (UA), Steirischer Herbst/Schauspielhaus Graz, 1986
- Lars Norén, Die Nachtwache, als sechsstündige Nachtaufführung anlässlich der Documenta, Staatstheater Kassel, 1986
- Lars Norén, Dämonen, Staatstheater Kassel, 1987
- Lars Norén, Eintagswesen (UA), Staatstheater Kassel, 1988
- Per Olov Enquist, In der Stunde des Luchses (DE) Theater am Neumarkt, Zürich, 1990
- Andreas Pflüger, Herrengold (UA), (Tatort-Kammerspiel mit Günter Lamprecht), Renaissancetheater Berlin und Hörspiel und Fernsehaufzeichnung durch den SFB, 1991
- August Strindberg, Der Pelikan, Staatstheater Darmstadt, 1991
- Samuel Beckett, Warten auf Godot, Staatstheater Darmstadt, 1992
- Goethe, Egmont, mit dem Orchester der Bonner Philharmonie für das Beethovenfest, Schauspiel Bonn, 1992
- Lars Norén, Blätterschatten (UA)[7], Schauspiel Bonn, 1994
- Arthur Miller, Der letzte Yankee, (DE), Renaissancetheater Berlin, 1994
- Alexej Schipenko, Moskau - Frankfurt (DE), Schauspiel Bonn 1995
- Harold Pinter, Betrogen, Schauspiel Dortmund, 1999
- Turgeniev, Väter und Söhne, Staatstheater Darmstadt, 2000
- Büchner, Leonce und Lena und Ionesco, Die Stühle an einem Abend, Staatstheater Darmstadt, 2001
- Shakespeare, Macbeth, Staatstheater Darmstadt, 2002
- Henrik Ibsen, Hedda Gabler, Staatstheater Darmstadt, 2003
- Che Walker, Lange her (DE), Schauspiel Dortmund 2003
- Biljana Srbljanovic, God save America (DE), Staatstheater Braunschweig 2005
- Werner Fritsch, Bach (UA), Staatstheater Darmstadt, 2004
- Edward Albee, Wer hat Angst vor Virginia Woolf, Staatstheater Braunschweig,  2006
- Goethe, Götz von Berlichingen, Burgfestspiele Jagsthausen, 2007
- Brecht, Die Dreigroschenoper, Burgfestspiele Jagsthausen 2009
- Peter Shaffer, Amadeus, Burgfestspiele Jagsthausen 2012
- Agatha Christie, Die Mausefalle, Fritz Rémond Theater Frankfurt, 2019
- Ferdinand von Schirach, Gott, Fritz Rémond Theater, 2020
- Marivaux, Das Spiel von Liebe und Zufall, Fritz Rémond Theater, 2021

### Oper (Auswahl)
- Jost Meier, Der Drache, nach Jevgenij Schwarz (DE), Staatstheater Kassel, 1986
- Verdi, Ein Maskenball, Staatstheater Kassel, 1988
- Massenet, Werther, Städt. Bühnen Freiburg, 1991
- Johann Strauss, Die Fledermaus, Hans-Otto-Theater Potsdam, 1992
- Mozart, Così fan tutte, Städt. Bühnen Freiburg, 1993
- Korngold, Violanta, Staatstheater Darmstadt, 1993
- Gounod, Margarethe, Städt. Bühnen Augsburg, 1994
- Tschaikowsky, Eugen Onegin, Städt. Bühnen Gera, 1995
- Berlioz, Benvenuto Cellini, Städt. Bühnen Bielefeld, 1996
- Puccini, La Bohème, Städt. Bühnen Bielefeld, 1997
- Romberg, The Student Prince, Schlossfestspiele Heidelberg, 2006

## Auszeichnungen und Einladungen
- Edward Bond, Hochzeit des Papstes, Theater der Courage, Wien, 1974 - Kritikerpreis für die beste Inszenierung an einem Off-Theater
- Anton Cechov, Drei Schwestern, Staatstheater Kassel - Einladung zum Hessischen Theatertreffen, 1983
- Jörg Läderach/Andres Müry, Körper brennen, Schauspielhaus Graz - Einladung zum Theaterfestival Bern, 1986
- Aufzeichnung der Norén-Trilogie (Dämonen / Nachtwache / Eintagswesen, Staatstheater Kassel) durch das schwedische Fernsehen, Sveriges Television (SVT), 1988
- Lars Norén, Blätterschatten, Schauspiel Bonn – Fernsehaufzeichnung durch den WDR und Einladung zum Europäischen Theatertreffen in Luxemburg, 1995
- Che Walker, Lange her, Schauspiel Dortmund - Einladung zum NRW Theatertreffen, 2003
- Biljana Srbljanovic, God save America, Staatstheater Braunschweig - Einladung zum Norddeutschen Theatertreffen, 2006